# MeeGo
MeeGo — мобільна операційна система на основі Linux з відкритими кодами, анонсована на Mobile World Congress в Барселоні в лютому 2010 Intel і Nokia на їхній спільній прес-конференції. Метою проєкту стало поєднання зусиль Intel з його системою Moblin та Nokia з його Maemo в один проєкт. Згідно з Intel, MeeGo розробляється через недостатню підтримку процесорів Atom компанією Microsoft у Windows 7. 15 листопада 2010 року на MeeGo-конференції у Дубліні компанія AMD також приєдналася до проєкту.
MeeGo націлений на різноманітні апаратні платформи, включаючи ручні комп'ютери і комунікатори, інформаційні системи автомобілів, нетбуки і телевізори зі з'єднанням з мережею; для кожного типу пристроїв мали існувати і різні рівні розширень UX (User eXperience).
Каркас інтерфейсу користувача заснований на Qt, але GTK+ і Clutter мали включатися для забезпечення сумісності із застосунками Moblin. Залежно від пристрою, застосунки могли бути завантажені або з системи Intel AppUp, або Nokia Ovi.
MeeGo забезпечує підтримку для процесорних архітектур ARM та Intel x86.

## Архітектура
Проєктувалася для роботи на різноманітних пристроях.
Має три рівні[джерело?]:
1. Рівень користувачів.
2. Рівень програм та інтерфейс програмування програм.
3. Базова система.

## Релізи
MeeGo 1.0, як і планувалося, була випущена 27 травня 2010. Операційна система побудована на ядрі Linux 2.6.33. MeeGo 1.0 призначена для установки на нетбуки на основі процесорів Intel Atom, а також на комунікатор Nokia N900. Користувацький інтерфейс надає швидкий доступ до календаря, списку завдань, нещодавно відкритих файлів, до соціальних інструментів тощо. До складу платформи включений браузер Google Chrome, клієнт електронної пошти, медіаплеєр і інші програми для використання в повсякденній роботі. Розробники передбачили спеціальні засоби оптимізації витрати енергії при живленні від акумулятора. Платформу локалізовано 16-ма мовами.
MeeGo 1.1 вийшов 28 жовтня 2010 і отримав підтримку пристроїв із сенсорними дисплеями, таких як планшети та автомобільні мультимедійні центри.

### SUSE MeeGo
У червні 2010 компанія Novell анонсувала на виставці COMPUTEX 2010 (Тайбей, Тайвань) нову операційну систему SUSE MeeGo на основі програмного коду проєкту MeeGo. Як відзначає Novell, операційна система SUSE MeeGo призначена для нетбуків наступного покоління і інших портативних пристроїв. До складу ОС поряд з компонентами MeeGo увійдуть власні напрацювання Novell, що розширюють функціональність і зручність використання платформи.
З метою забезпечення підтримки розвитку MeeGo компанія Novell сформувала на Тайвані спеціальний підрозділ OpenLabs.

## Подальша доля
Після укладання технологічного альянсу з Microsoft Nokia охолола до платформи MeeGo, оскільки основною стратегічною системою для мобільних рішень Nokia була обрана Windows Phone.
У 2011 році на MeeGo був випущений смартфон Nokia N9 з 3,9-дюймовим сенсорним екраном.
У вересні 2011 року Linux Foundation припинила проєкт MeeGo, оголосивши, що разом з Samsung сконцентрується на Tizen.

## Виноски
1. ↑  Grabham, Dan (15 лютого 2010). Intel and Nokia merge Moblin and Maemo to form MeeGo. techradar.com. Архів оригіналу за 7 липня 2014. Процитовано 15 лютого 2010.
2. ↑  Intel: MeeGo exists because Microsoft let us down. TechRadar. 20 квітня 2010. Архів оригіналу за 23 квітня 2010. Процитовано 27 травня 2010.
3. ↑  AMD Joins MeeGo Linux Open Source Project for Next-Generation Mobile, Embedded Platforms. 15 листопада 2010. Архів оригіналу за 16 листопада 2010. Процитовано 16 листопада 2010.
4. ↑  Архівована копія. Архів оригіналу за 16 жовтня 2013. Процитовано 27 травня 2010.{{cite web}}:  Обслуговування CS1: Сторінки з текстом «archived copy» як значення параметру title (посилання)
5. 1 2  MeeGo FAQ. Архів оригіналу за 18 квітня 2012. Процитовано 15 лютого 2010. [Архівовано 2012-04-10 у Wayback Machine.]
6. ↑  MeeGo Press Release. Архів оригіналу за 9 листопада 2020. Процитовано 15 лютого 2010.
7. ↑  Nokia N920 with Meego OS will boost mobility roadmap. Архів оригіналу за 19 травня 2010. Процитовано 14 травня 2010. [Архівовано 2010-05-19 у Wayback Machine.]
8. ↑  MeeGo v1.0 Core Software Platform & Netbook User Experience project release. Архів оригіналу за 1 грудня 2010. Процитовано 27 травня 2010. [Архівовано 2010-12-01 у Wayback Machine.]
9. ↑  MeeGo 1.1 Release. Архів оригіналу за 29 грудня 2013. Процитовано 29 жовтня 2010. [Архівовано 2013-12-29 у Wayback Machine.]
10. ↑  Computex 2010: Novell представила програмну платформу SUSE MeeGo. Архів оригіналу за 4 червня 2010. Процитовано 2 червня 2010. [Архівовано 2010-06-04 у Wayback Machine.]
11. ↑  Sousou, Imad (27 вересня 2011). What's Next for MeeGo. MeeGo blog. Архів оригіналу за 6 жовтня 2011. [Архівовано 2011-10-06 у Wayback Machine.]